# جیمز واتکینز
جیمز واتکینز (انگلیسی: James D. Watkins; ۷ مارس ۱۹۲۷ – ۲۶ ژوئیهٔ ۲۰۱۲) سیاست‌مدار و ادمیرال نیروی دریایی ایالات متحده آمریکا بود، که در فاصله سال‌های ۱۹۸۲ تا ۱۹۸۶ به‌عنوان بیست و دومین فرمانده عملیات نیروی دریایی آمریکا فعالیت می‌کرد. وی از ۱۹۸۹ تا ۱۹۹۳ ششمین وزیر انرژی ایالات متحده آمریکا بود.
واتکینز فعالیت نظامی را از سال ۱۹۴۹ در نیروی دریایی آمریکا آغاز کرد، از ۱۹۷۶ تا ۱۹۷۷ فرماندهی ناوگان ششم ایالات متحده آمریکا را برعهده داشت، از ۱۹۷۷ تا ۱۹۷۹ فرمانده ناوگان اقیانوس آرام ایالات متحده بود و از ۱۹۷۹ تا ۱۹۸۱ به‌عنوان جانشین فرمانده نیروی دریایی آمریکا فعالیت می‌کرد.